# Frederik Meijer Gardens and Sculpture Park
Frederik Meijer Gardens & Sculpture Park is een circa 50 hectare groot terrein met een botanische tuin en een beeldenpark in Grand Rapids (Michigan). De naam wordt ook wel afgekort tot Meijer Gardens. De organisatie is aangesloten bij de American Public Gardens Association.

## Geschiedenis
Meijer Gardens werd in 1995 voor het publiek geopend dankzij een gift van Frederik en Lena Meijer (Meijer Corporation), die financiële steun, land en hun complete beeldenverzameling aan de organisatie schonken.
Het typische karakter van park en tuin, waarbij natuur en kunst een eenheid vormen, voldoet precies aan de doelstelling van Meijer Gardens.

## Diverse onderdelen
Meijer Gardens biedt de bezoeker diverse faciliteiten, zoals:
- Lena Meijer Conservatory met een tropische kas, een exotische kas, een Aziatische kas, een woestijnkas en een Victoriaanse kas. In maart en april vliegen vlinders in de tropische kas.
- Landschapstuinen met onder andere een vier seizoenen-tuin
- Wege Nature Trail: een eco-bospad, met natuurlijke moerassen en prairies.
- Gwen Frostic Woodland Shade Garden, een bosgedeelte met een gevarieerde beplanting van varens, hosta's, gebroken hartjes, rododendrons en azalea's.
- Michigan Farm Garden, waar gezinnen kennis kunnen maken met boomgaarden en groentetuinen op het terrein van een voormalige boerderij.
- Frederik Meijer Gardens Amphitheater werd in juni 2003 geopend. Het is een openluchttheater dat plaats biedt aan 1800 toeschouwers.
- De Peter M. Wege Library is een bibliotheek met literatuur over tuinen en beeldhouwkunst. Deze is toegankelijk voor bezoekers aan de Meijer Gardens. De Peter M. Wege Library is aangesloten bij de Council on Botanical and Horticultural Libraries en de Art Libraries Society of North America.

## Het beeldenpark

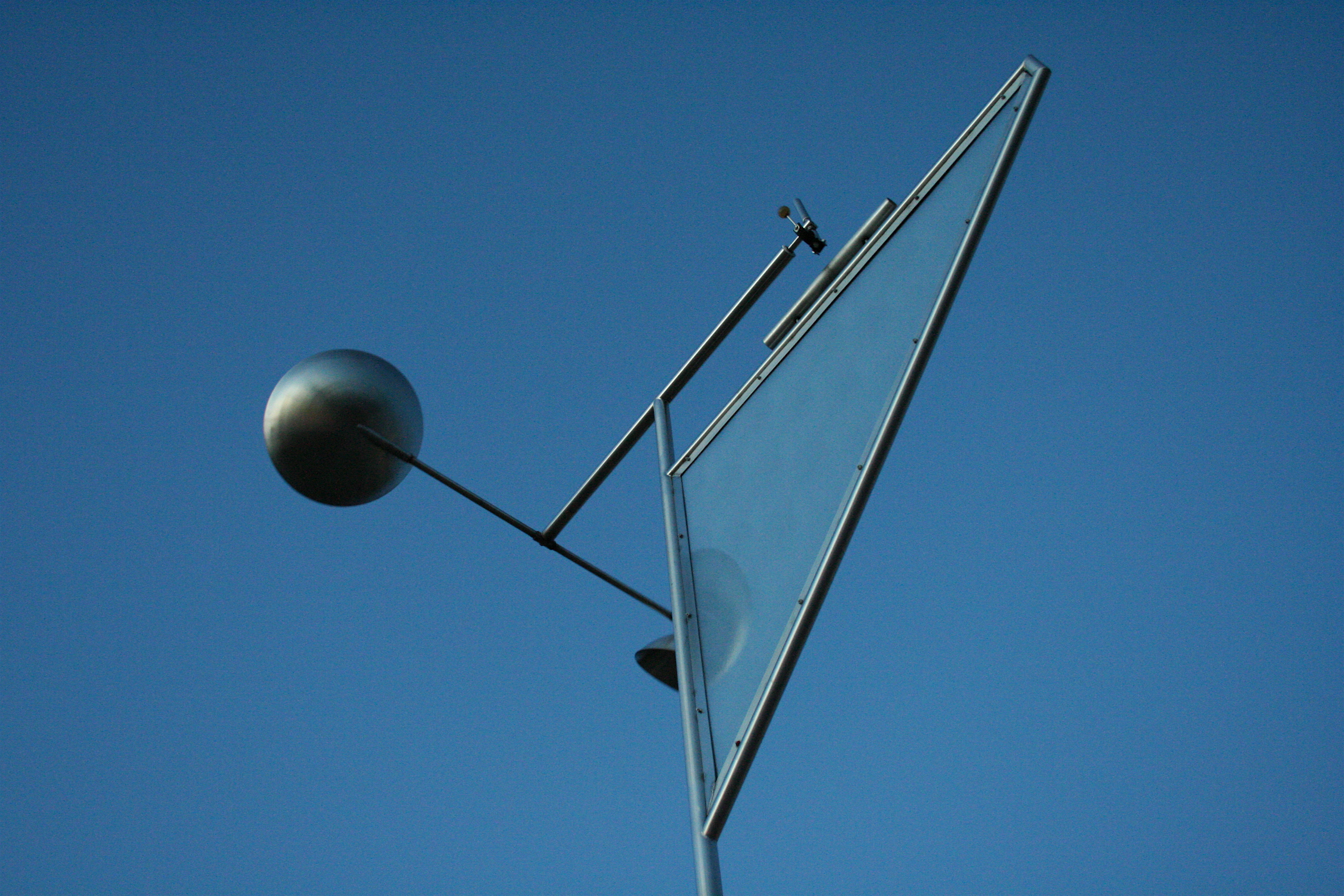
Kinetische kunst Meijer Gardens

Meijer Gardens heeft een uitgestrekt beeldenpark sinds 2002. De reusachtige collectie omvat meer dan 170 beelden van bekende beeldhouwers als:
- Magdalena Abakanowicz: Figure on a trunk (1998)
- Jonathan Borofsky: Male/female (2001)
- Jim Dine: The Thunder (1991/95)
- Andy Goldsworthy: Grand Rapids Arch (2005)
- Antony Gormley: One and other (2000)
- Keith Haring: Julia (1987)
- Barbara Hepworth: Summer Dance (1971)
- Alexander Liberman: Aria (1983)
- Jacques Lipchitz: Hagar (1971)
- Aristide Maillol: Torse de l'été (1911)
- Henry Moore: Working Model of Divided Oval: Butterfly (1967) en Bronze Form (1985)
- Juan Muñoz: Broken Nose Carrying Bottle Number One (1999)
- Louise Nevelson: Atmosphere and Environment XI (1969)
- Claes Oldenburg/Coosje van Bruggen: Plantoir (2000)
- Beverly Pepper : Galileo's Wedge (2009)
- Arnaldo Pomodoro: Disk in the Form of a Desert Rose (1994)
- Auguste Rodin: Eve, Adam and Eve, The Thinker en The Kiss
- Kenneth Snelson: B-Tree II (2005)
- Mark di Suvero: Scarlatti (2000)
- Bill Woodrow: Listening to History (1995)

Het expositieprogramma van Meijer Gardens voorziet bovendien nog jaarlijks in drie wisseltentoonstellingen. Op het programma stonden onder meer Tom Otterness en George Rickey.

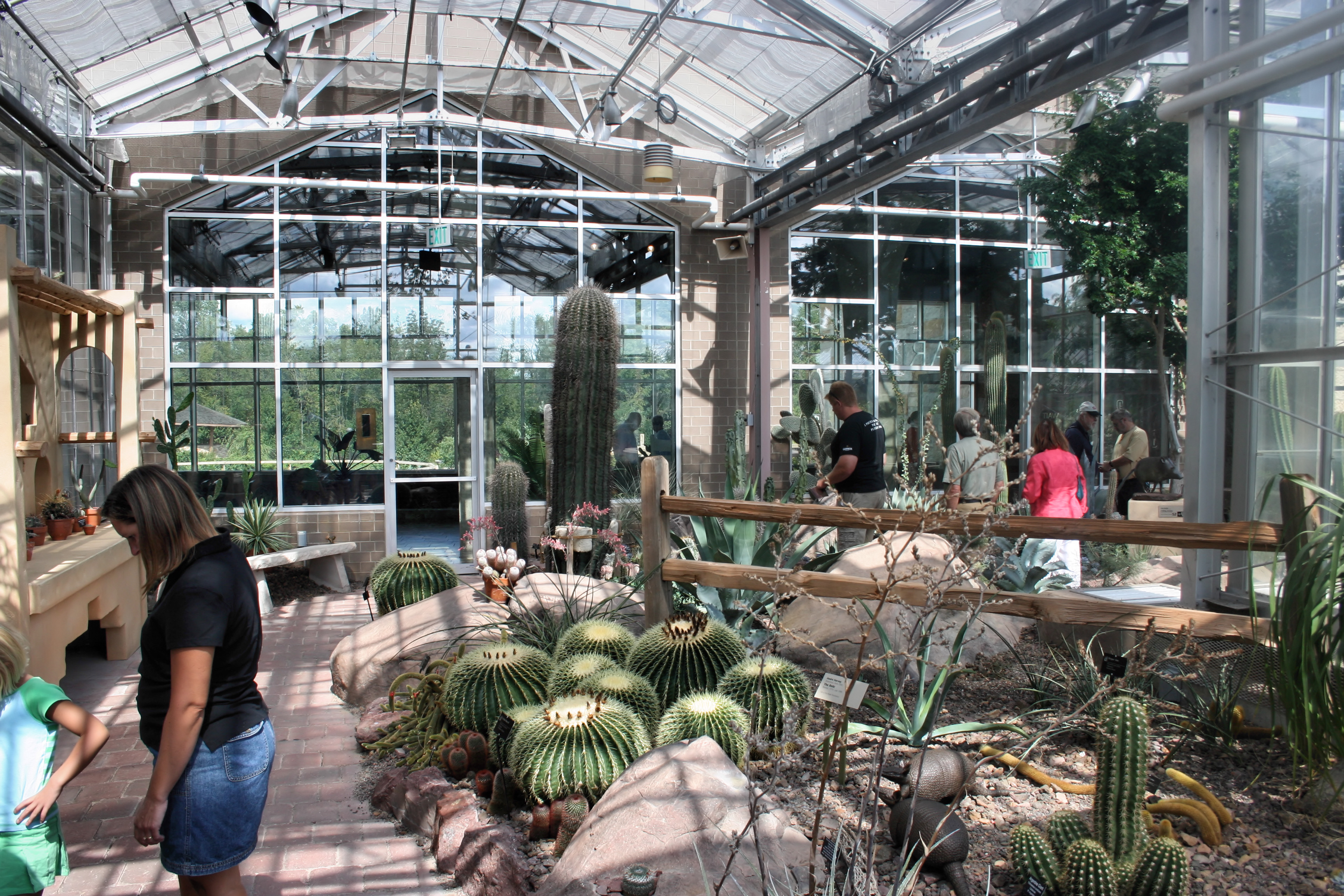
The Arid room woestijnsectie
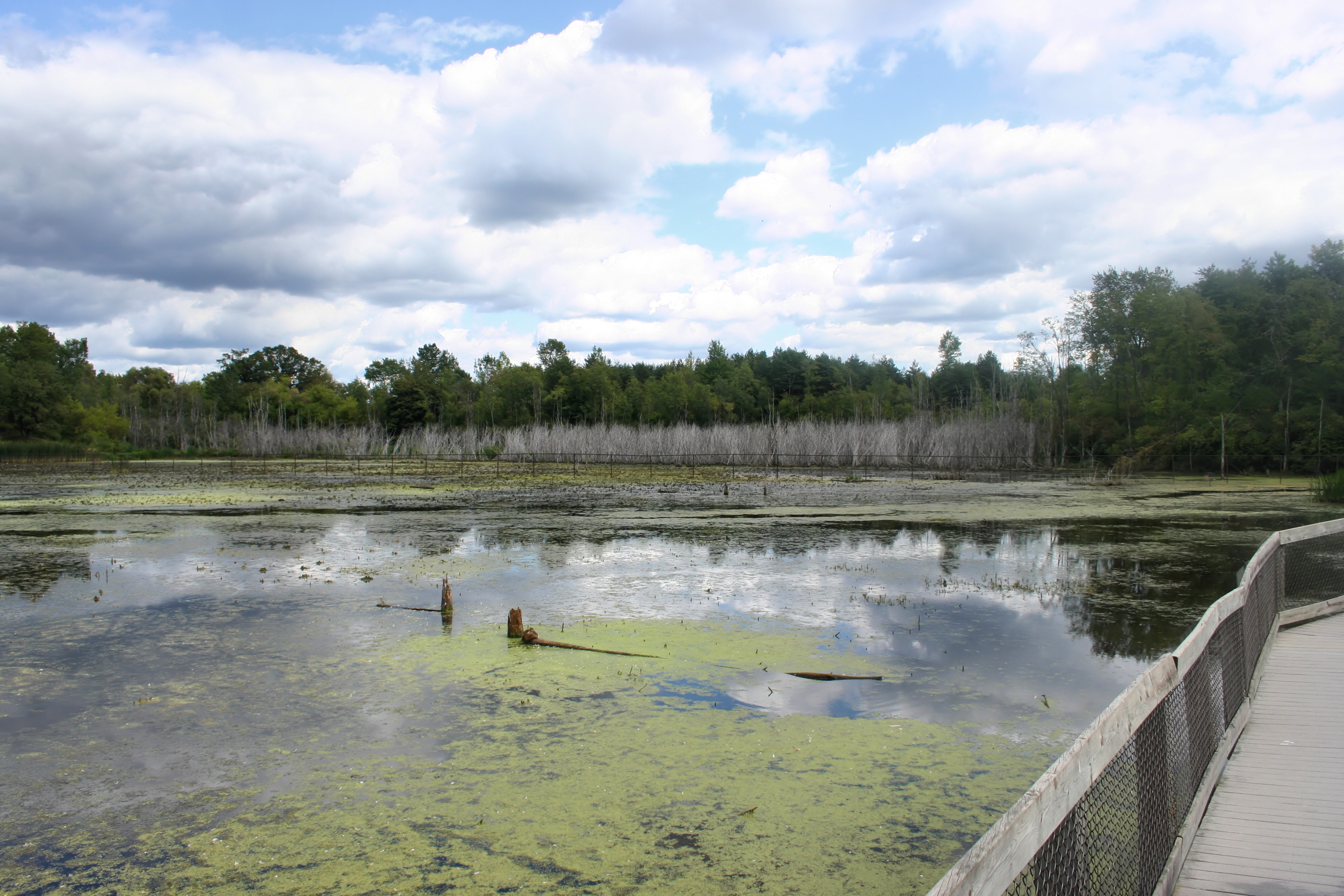
The Wege Nature Trail moeraslandschap
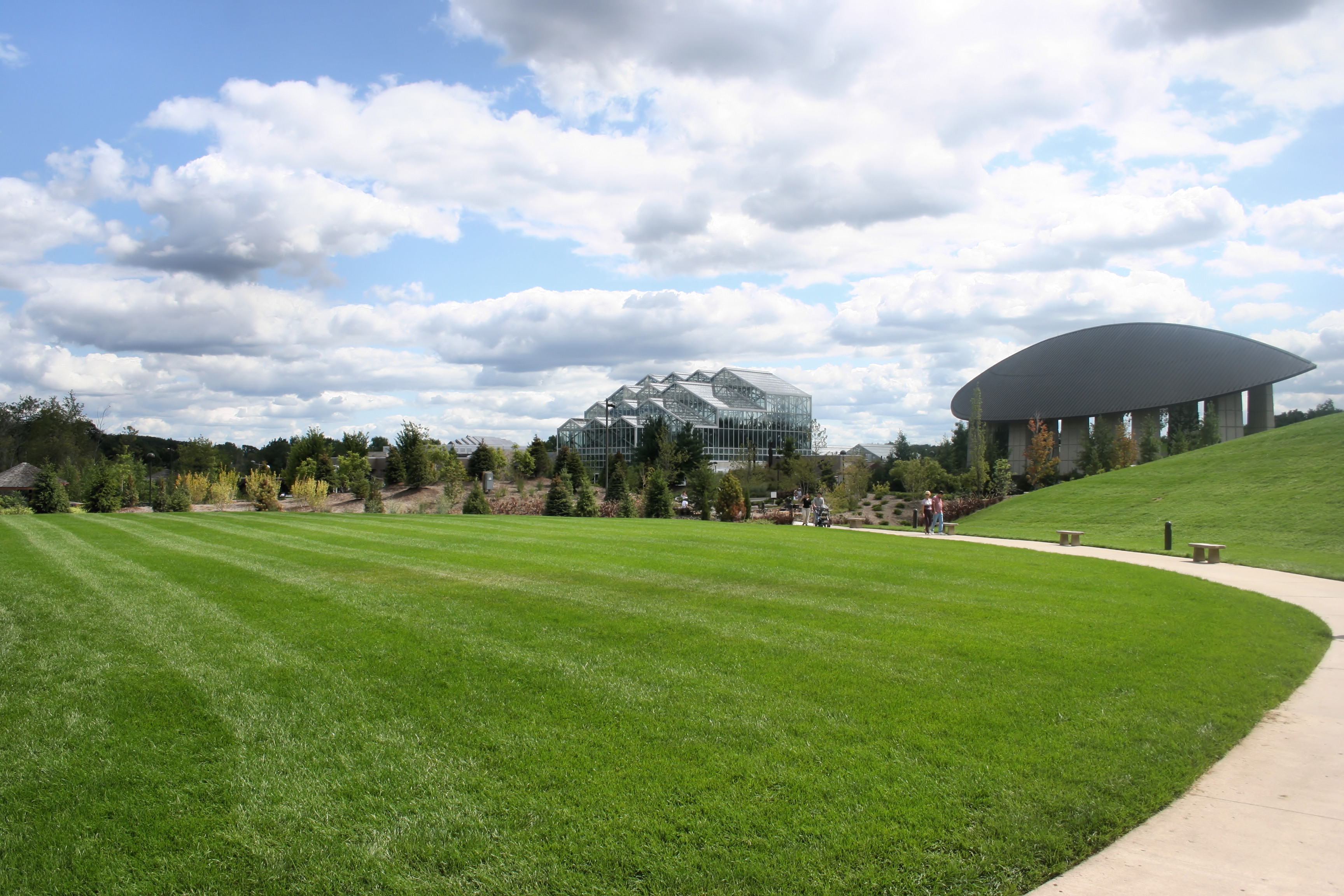
Kas, Amfitheater, landschap
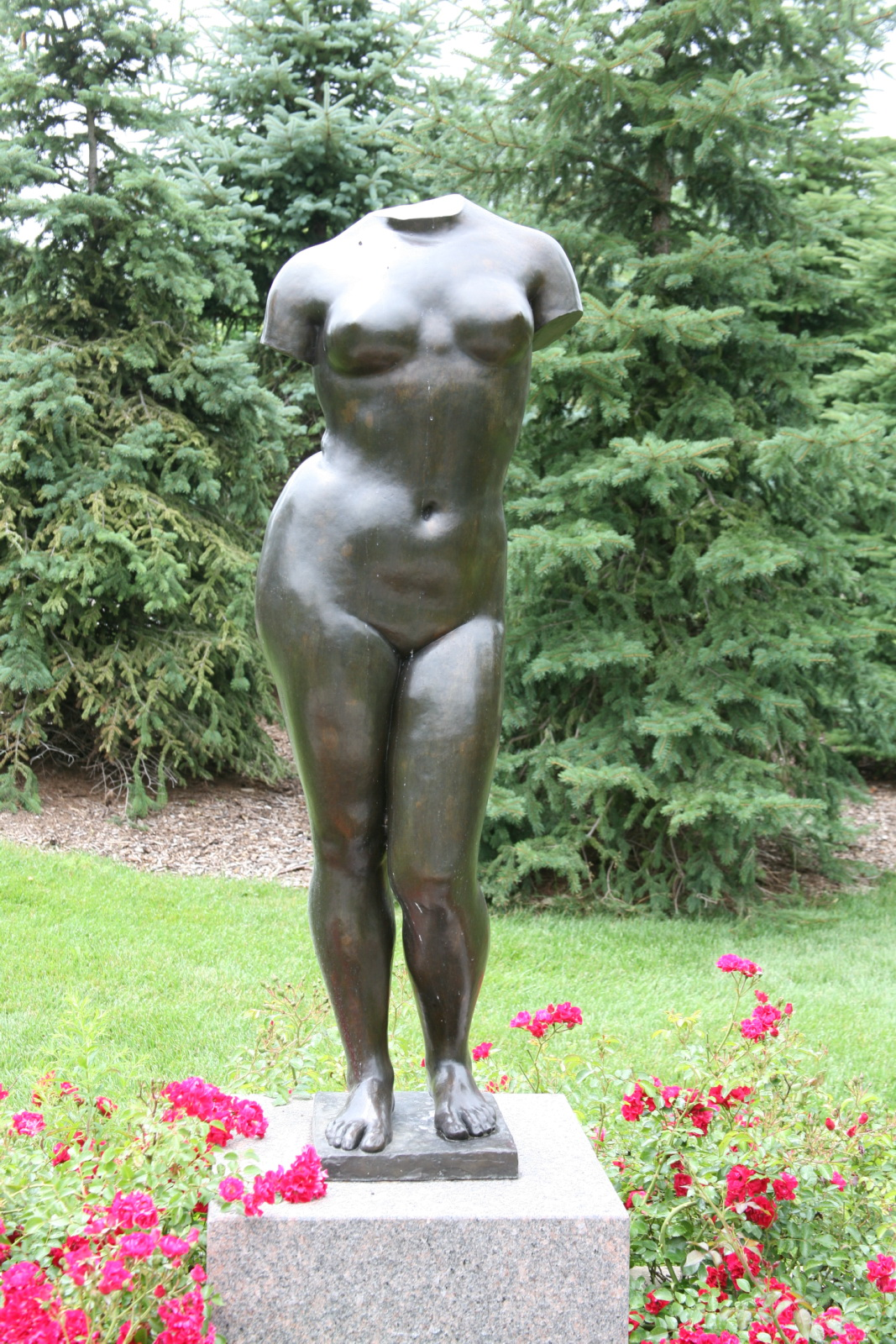
Aristide Maillol : Torse de l'eté (1911)
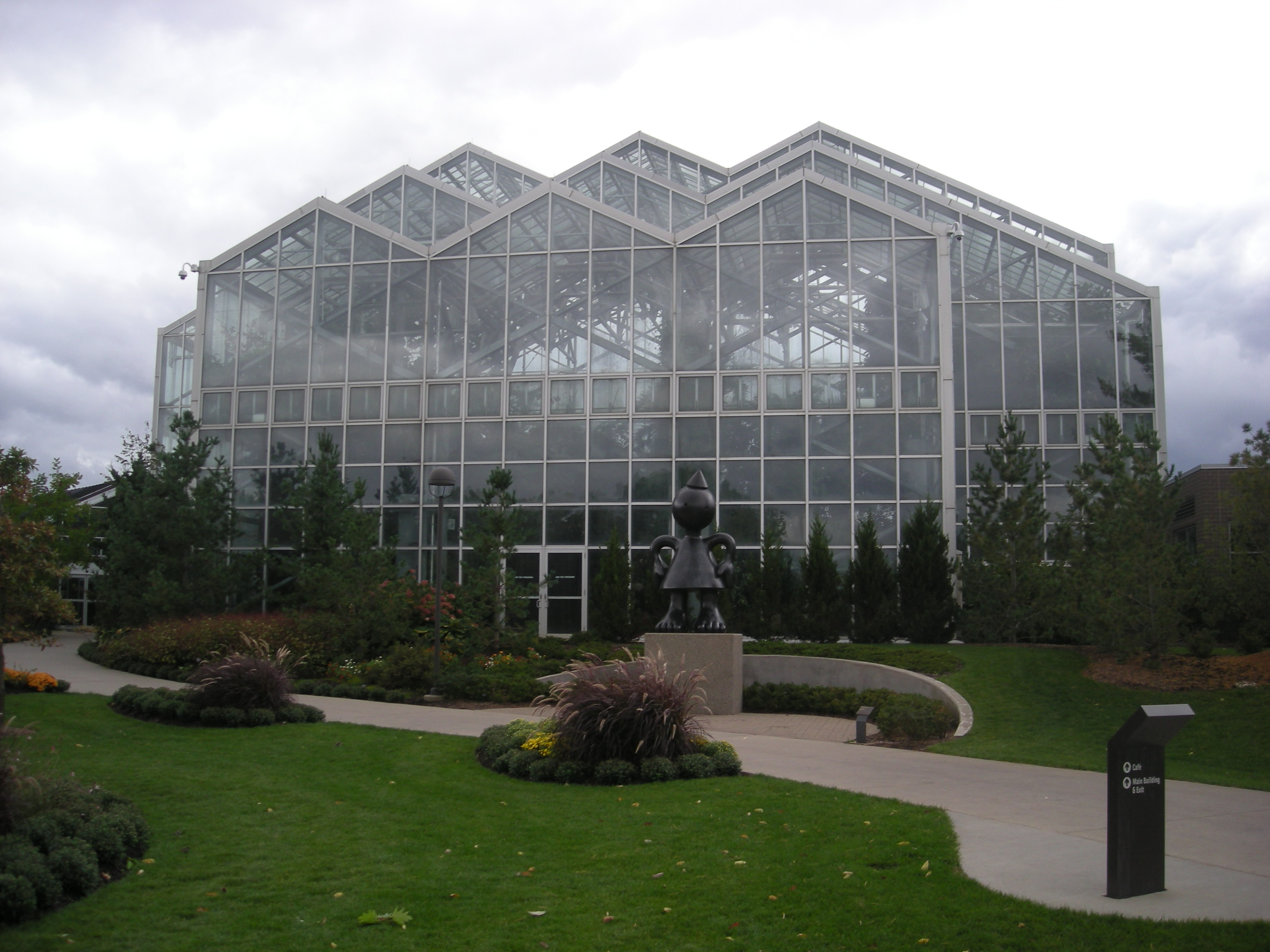
Lena Meijer Tropical Conservatory
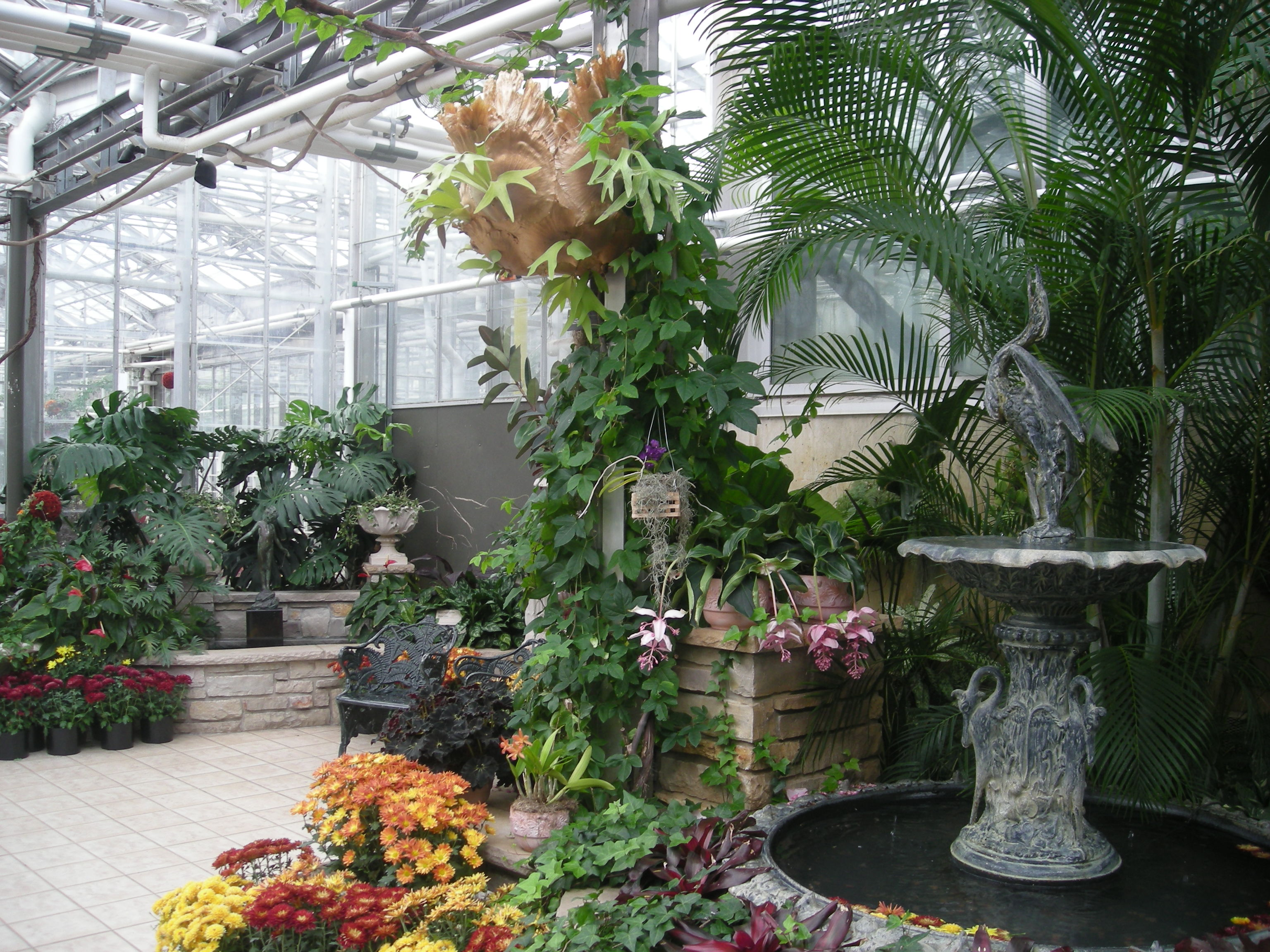
Earl and Donnalee Holton Victorian Garden
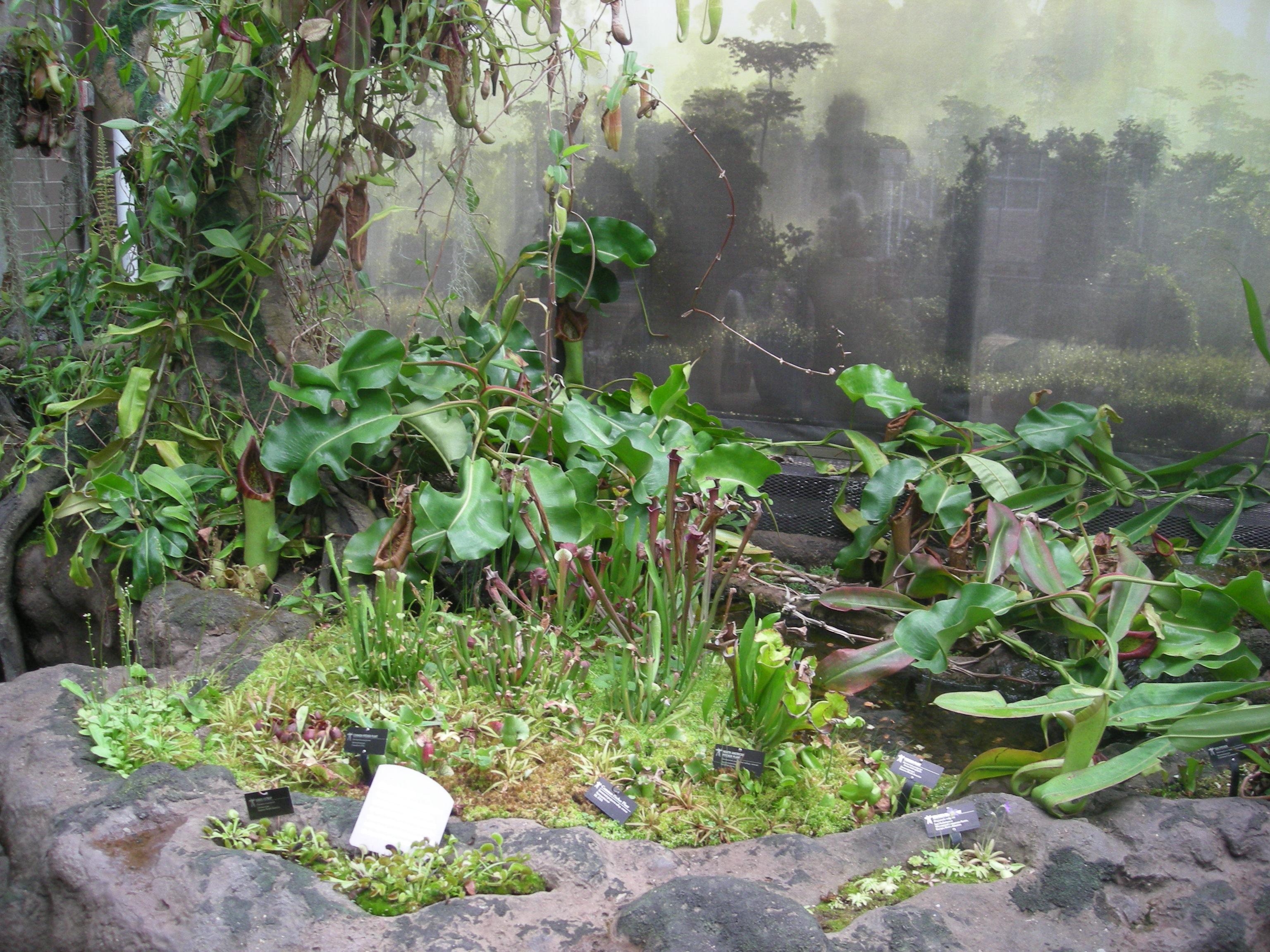
Kenneth E. Nelson Carnivorous Plant House
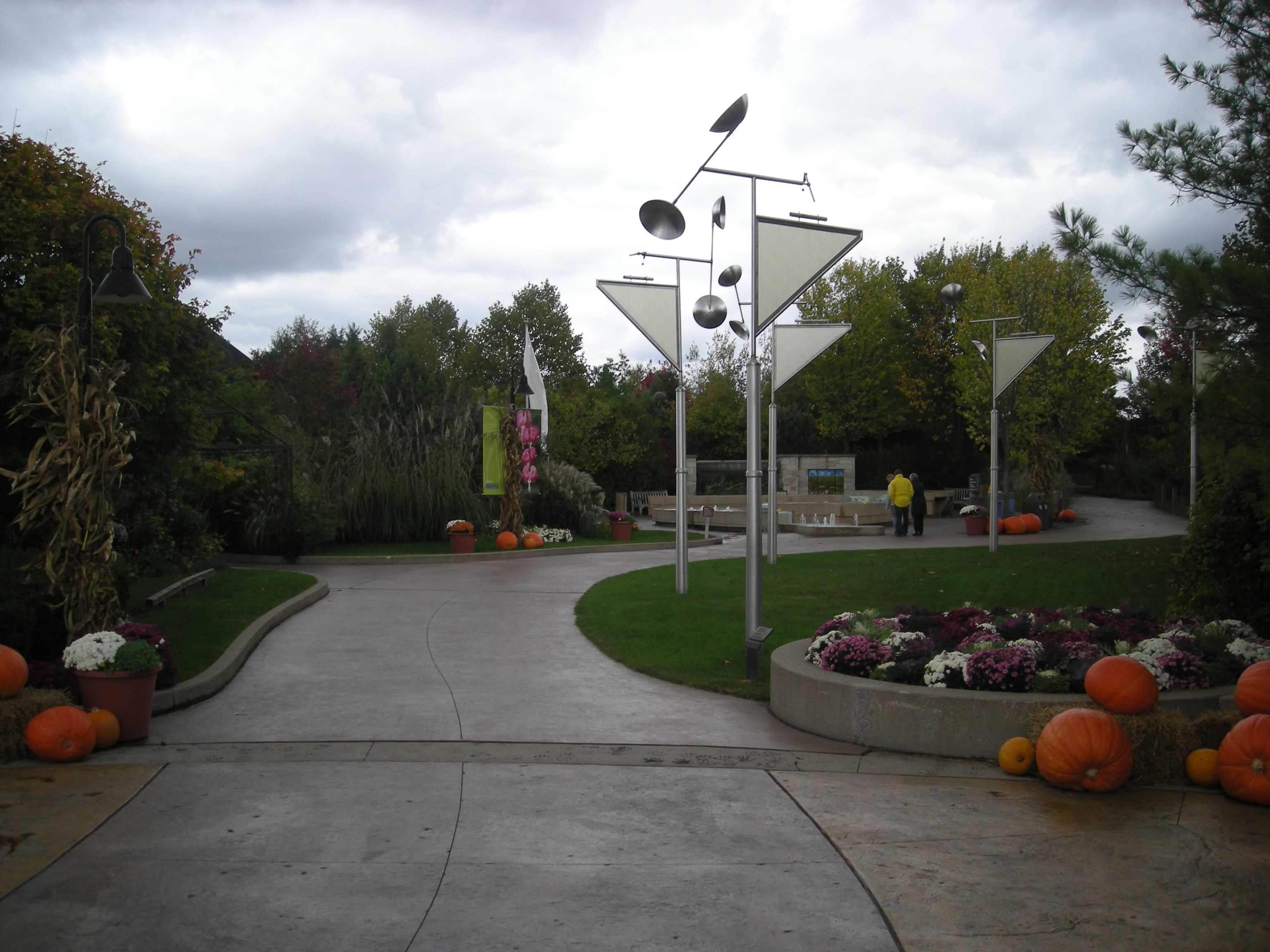
Lena Meijer Children's Garden
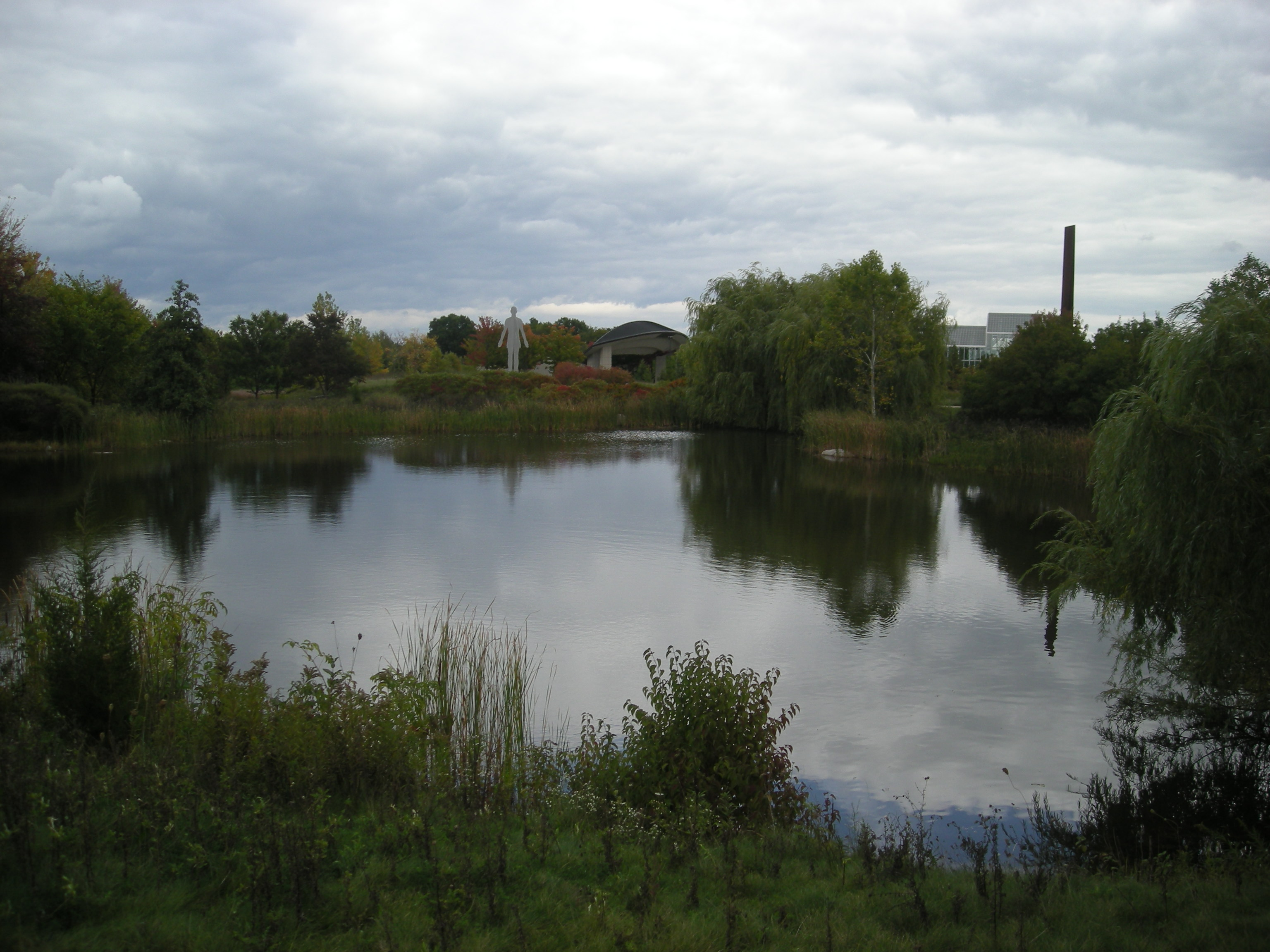
Sculpture Park
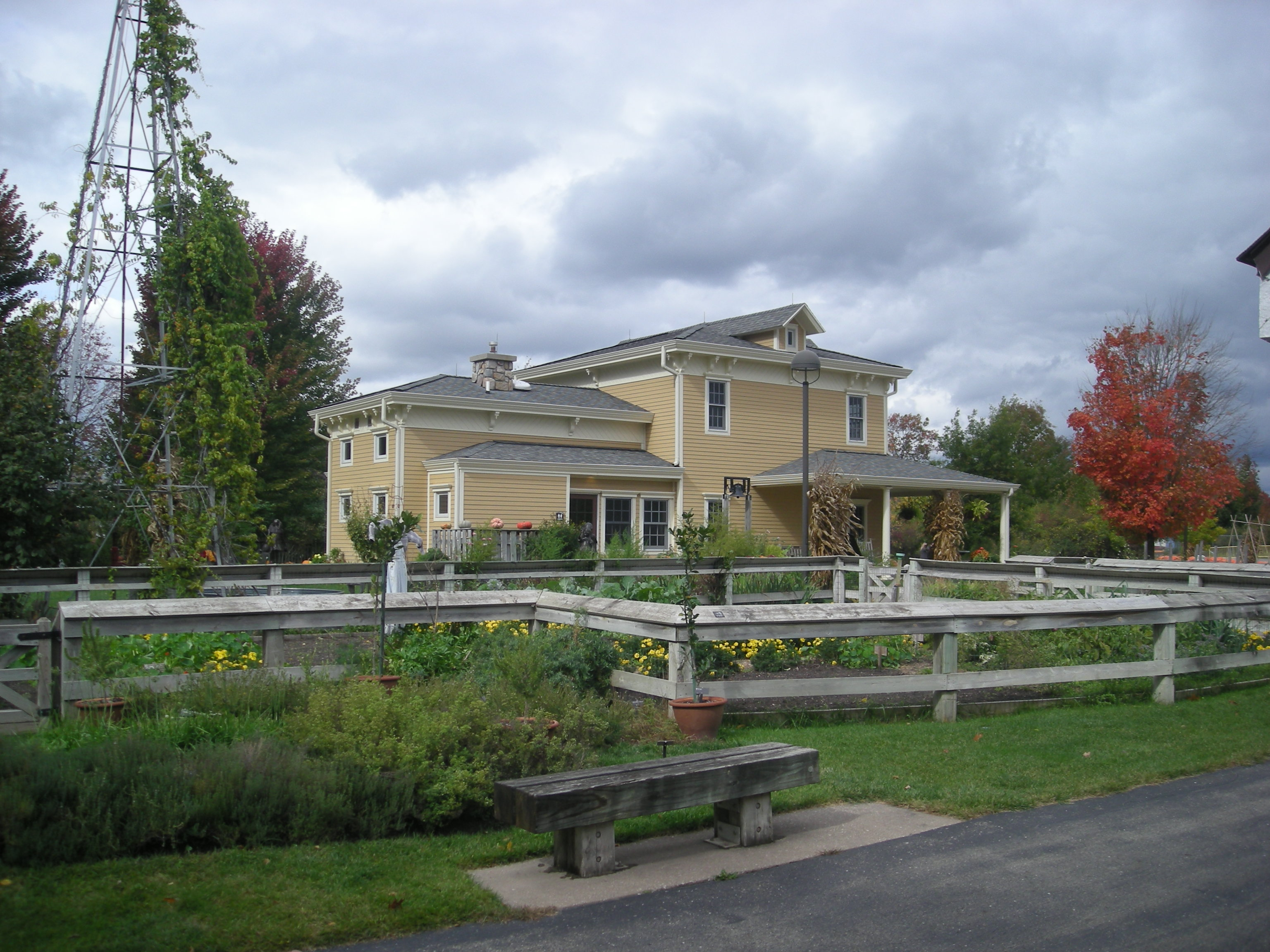
Michigan's Farm Garden
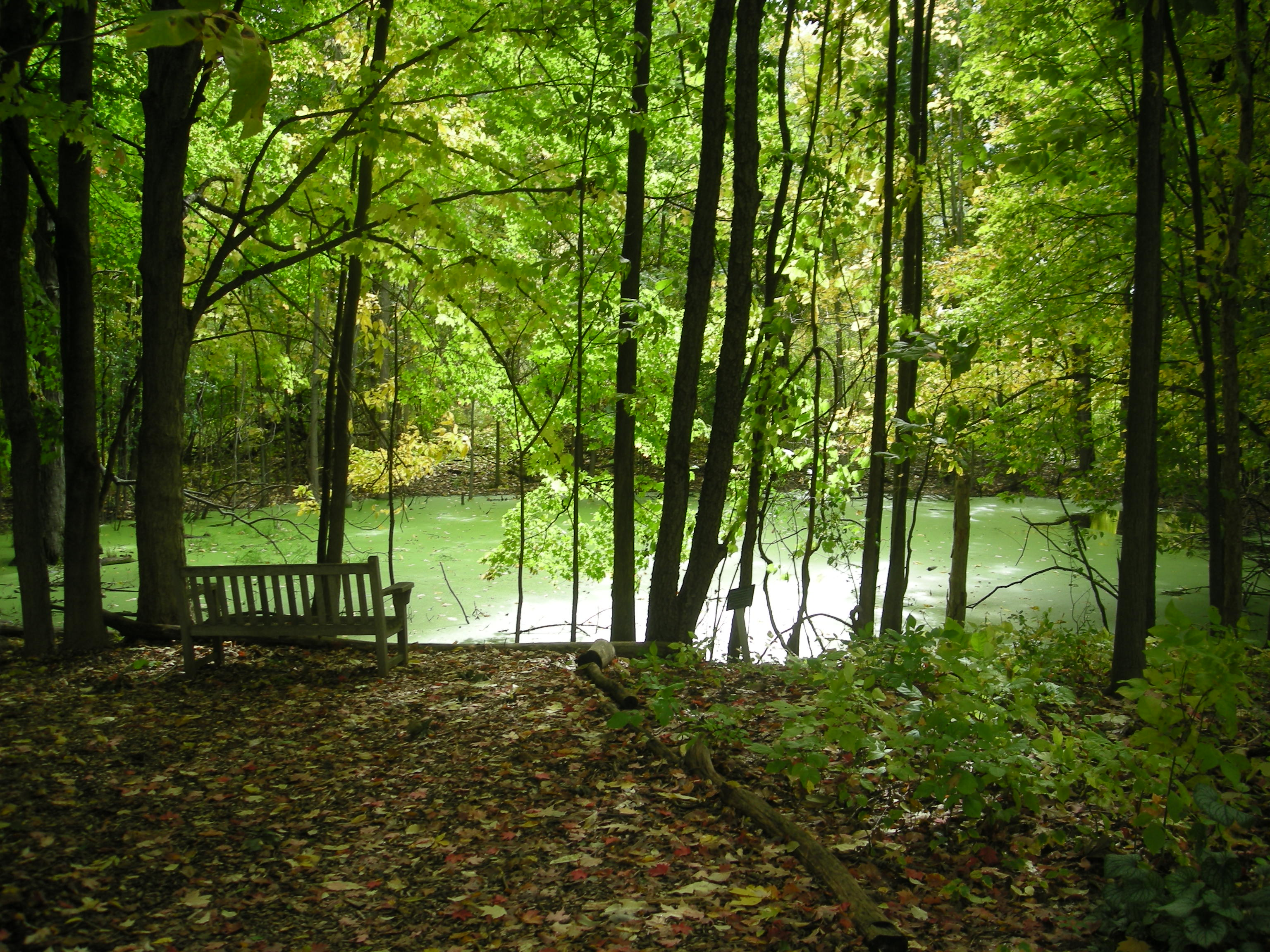
Gwen Frostic Woodland Shade Garden
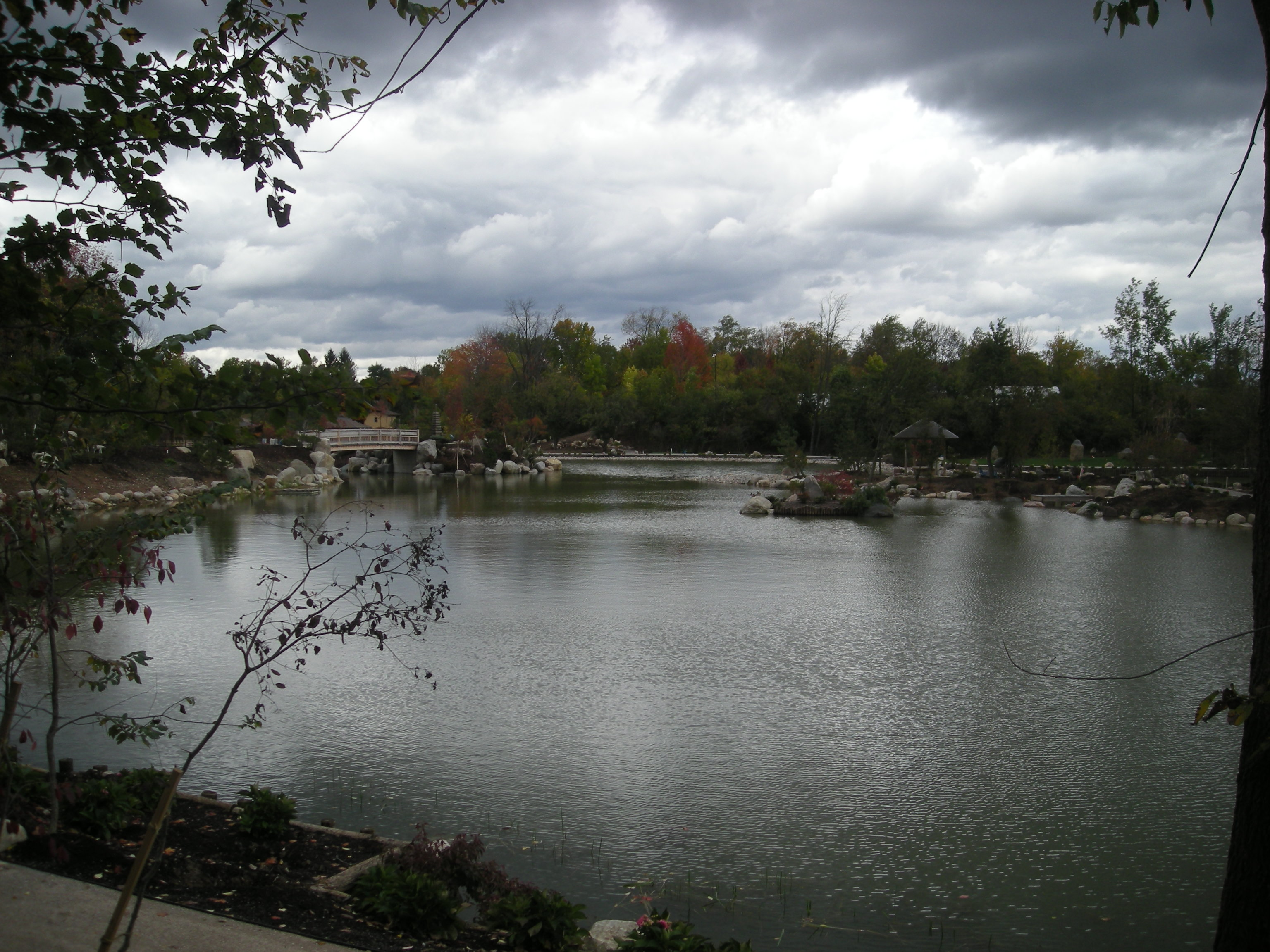
Richard & Helen DeVos Japanese Garden (aanbouw, oktober 2014)